# عکاسی شیلرن

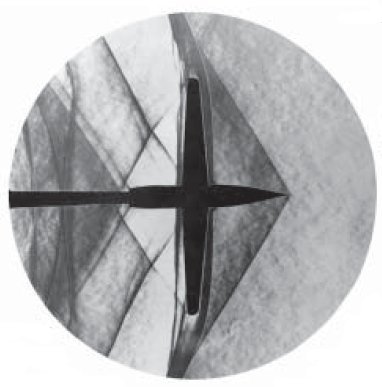
تصاویر شیلرن یک هواپیمای مدل با بال‌های مستقیم در جریانی با سرعت ماخ ۱٫۲ که تراکم هوا در جلوی هواپیما را نشان می‌دهد.

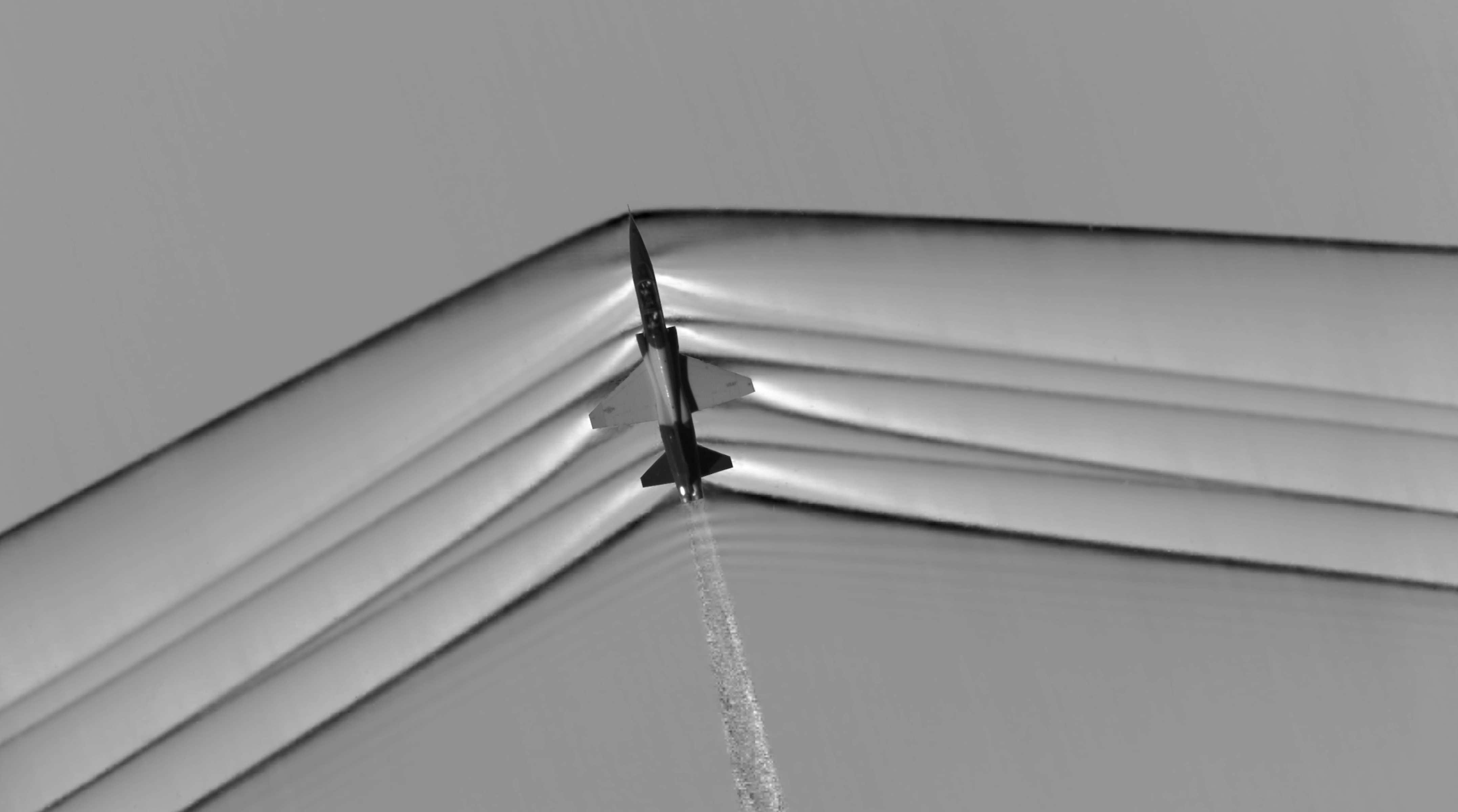
الگوی موج‌شوکی (Shockwave) حول هواگرد T-38 که توسط روشی به نام شیلرن پس‌زمینه-گرای هوا-به-هوا (Air-to-air Background-Oriented Schlieren) یا AirBOS ثبت شده است. در این روش یک دوربین سرعت بالا زیر یک هواپیمای بیچ‌کرافت بی-۲۰۰ نصب شده و هواپیمای تی-۳۸ از زیر آن عبور می‌کند.

عکاسی شیلرن (به انگلیسی: Schlieren photography) که از واژه آلمانی "Schliere" به معنای "رگه یا نوار" گرفته شده است، نوعی فرایند عکس برداری علمی است که برای مشاهده و ثبت تغییرات چگالی جریان سیال به کار می‌رود. این روش عکاسی در سال ۱۸۶۴ توسط فیزیکدان آلمانی آگوست توپلر برای مطالعه جریان‌های اَبَرصوتی اختراع شد، و از این روش به‌طور گسترده‌ای در مهندسی هوافضا برای مطالعه جریان‌های هوای اَبَرصوتی حول اجسام به کار می‌رود.

## سامانه نوری کلاسیک
در روش کلاسیک سامانه شیلرن نوری، از یک منبع نور با پرتوهای موازی استفاده می‌شود که بر روی شیء هدف یا از پشت آن می‌تابد. اختلاف در ضریب شکست ایجاد شده توسط گرادیان چگالی باعث منحرف شدن نورهای موازی می‌شود. این انحراف نور، باعث اختلاف فضایی در شدت نور می‌گردد که می‌توان آن را مستقیماً توسط یک سامانه سایه‌نگار مشاهده کرد.
در عکاسی شیلرن کلاسیک، پرتوهای نور موازی توسط یک المان نوری همگرا (معمولا یک عدسی یا آینه همگرا) متمرکز (Focus) می‌شوند، و یک جسم لبه تیز (knife edge) در نقطه کانونی عدسی یا آینه قرار می‌گیرد و طوری تنظیم می‌شود که تقریباً نیمی از نور را بلوکه کند. در جریان سیال با چگالی یکنواخت این عمل فقط باعث می‌شود تصاویر نصف روشنایی کامل را داشته باشد، اما در جریانی که اختلاف چگالی دارد، پرتوهای منحرف شده در نقطه دیگری متمرکز می‌شوند و قسمت‌هایی از نور که بر روی جسم لبه تیز می‌افتند توسط آن بلوکه و مسدود می‌شوند. نتیجه این عمل، ایجاد تصاویری با رگه‌های روشن‌تر و تاریک‌تر است که نشاندهنده گرادیان مثبت و منفی چگالی جریان سیال در راستای عمود بر جسم لبه تیز می‌باشد. اگر از جسم لبه تیز استفاده شود به آن سامانه شیلرن می‌گویند، که مشتق اول چگالی را در راستای عمود بر جسم لبه تیز اندازه‌گیری می‌کند. اگر از جسم لبه تیز استفاده نشود معمولاً به سامانه، سایه‌نگار می‌گویند، که مشتق دوم چگالی را اندازه‌گیری می‌کند.

## سامانه شیلرن نوری فوکوس‌پذیر
در اواسط قرن بیستم، شخصی به نام آر اِی بُرتون، سامانه جدیدی برای عکاسی شیلرن ابداع کرد، که امروزه به آن شیلرن فوکوس‌پذیر یا شیلرن عدسی-و-شبکه (lens-and-grid schlieren) گفته می‌شود.. سامانه‌های شلیرن متمرکز، مشخصات لبهٔ تیغ را برای تولید کُنتراست (در اینجا منظور از کنتراست، اختلاف زاویهٔ بین بخش‌های روشن و تیره است) حفظ می‌کنند؛ اما درعوض استفاده از نور موازی و لبه تیغه از الگویِ روشناییِ (تاباندن) تکراریِ (تکرارشوندهٔ) لبه‌ها با یک سامانه تصویربرداری متمرکز استفاده می‌کنند.

دیاگرام ساده سامانه نوری شیلرن فوکوس‌پذیر